# Lijst van afleveringen van Heroes (seizoen 4)
Dit artikel beschrijft de afleveringen van seizoen 4 van de televisieserie Heroes. Het seizoen bestaat uit 18 afleveringen van ongeveer 42 minuten. Het seizoen bestaat uit volume 5: Redemption. Dit is het laatste seizoen van de televisieserie.
| Afl. | Titel | Regisseur                   | Schrijver                          | Datum eerste uitzending | Datum eerste uitzending | Datum eerste uitzending |
| Afl. | Titel | Regisseur                   | Schrijver                          | Verenigde Staten        | Nederland               | België                  |
| ---- | --- | --------------------------- | ---------------------------------- | ----------------------- | ----------------------- | ----------------------- |
| 1    | "Orientation" / "Jump, Push, Fall" | David Straiton & Ed Bianchi | Tim Kring, Adam Armus & Kay Foster | 21 september 2009       | -                       | -                       |
| 1    | Dubbelaflevering. Claire begint als een eerstejaars op de universiteit, maar kan niet volledig laat haar oude leven achter zich. Peter keert terug naar zijn baan als verpleger, mensen redden met de hulp van Mohinders capaciteiten. Hiro en Ando zijn begonnen met een "Dial a Hero" business, maar Hiro is niet in de controle van zijn macht en denkt dat hij te sterven. Angela maakt zich zorgen over Nathan, die begint op de capaciteiten van Sylar weer te geven. Samuel, Lydia en Edgar gebruiken hun vermogen om andere helden te vinden. Tracy blijft jagen voormalige Gebouw 26 medewerkers, waaronder Noah en Danko. Sylar het bewustzijn manifesteert zich in de geest van Matt. |                             |                                    |                         |                         |                         |
| 2    | "Ink" | Roxann Dawson               | Aron Eli Coleite                   | 28 september 2009       | -                       | -                       |
| 2    | Samuel pogingen om Peter te manipuleren tot het vullen van zijn broers positie bij de carnaval. Terwijl geconfronteerd met de gevolgen van dit, Peter ontmoet een terughoudend nieuwe held, Emma Coolidge. Claire probeert aan te passen aan het studentenleven en de openbaring van haar vermogen. Sylar maakt gebruik van het vermogen van Matt tegen hem in een poging om terug te keren naar zijn lichaam. |                             |                                    |                         |                         |                         |
| 3    | "Acceptance" | Christopher Misiano         | Bryan Fuller                       | 5 oktober 2009          | -                       | -                       |
| 3    | Hiro afleidt zich door anderen te helpen, en in het proces leert te aanvaarden zijn eigen situatie. Angela helpt Nathan herinnert zich zijn verleden, maar in plaats daarvan onthult een lang begraven geheim. Tracy zoekt haar oude beroep, maar wil meer doen om mensen te helpen. Noah begint af te drijven terug naar zijn oude leven. |                             |                                    |                         |                         |                         |
| 4    | "Hysterical Blindness" | SJ Clarkson                 | Joe Pokaski                        | 12 oktober 2009         | -                       | -                       |
| 4    | Sylar wordt wakker zonder herinneringen. Claire ontdekt dat er meer is in haar nieuwe kamergenoot is dan wat ze al weet. Peter helpt beter te begrijpen Emma haar vermogen. Samuel zoekt een nieuw lid van het carnaval familie. |                             |                                    |                         |                         |                         |
| 5    | "Tabula Rasa" | Jim Chory                   | Rob Fresco                         | 19 oktober 2009         | -                       | -                       |
| 5    | Sylar begint zijn reis om zichzelf te herontdekken met de hulp van Samuel. Hiro laat zien hoe Emma haar vermogen te aanvaarden en de mogelijkheden die het brengt. Peter roept de hulp in Noahs helpen bij het vinden van een healer om Hiro op te slaan. |                             |                                    |                         |                         |                         |
| 6    | "Strange Attractors" | Tucker Gates                | Juan Carlos Coto                   | 26 oktober 2009         | -                       | -                       |
| 6    | Matt zoekt er naar een manier om te ontdoen van Sylar als hij leert om de controle nemen over zijn lichaam. Noah roept de hulp in van Tracy om Jeremy te bevrijden van de politie. Claire is bezorgd dat iemand Gretchen wil elimineren tijdens een speurtocht voor de vrouwenclub. |                             |                                    |                         |                         |                         |
| 7    | "Once Upon A Time In Texas" | ?                           | ?                                  | 2 november 2009         | -                       | -                       |
| 7    | |                             |                                    |                         |                         |                         |
| 8    | "Shadowboxing" | ?                           | ?                                  | 9 november 2009         | -                       | -                       |
| 8    | |                             |                                    |                         |                         |                         |
| 9    | "Brother's Keeper" | ?                           | ?                                  | 16 november 2009        | -                       | -                       |
| 9    | |                             |                                    |                         |                         |                         |
| 10   | "Thanksgiving" | ?                           | ?                                  | 23 november 2009        | -                       | -                       |
| 10   | |                             |                                    |                         |                         |                         |
| 11   | "The Fifth Stage" | ?                           | ?                                  | 30 november 2009        | -                       | -                       |
| 11   | |                             |                                    |                         |                         |                         |
| 12   | "Upon This Rock" | ?                           | ?                                  | 4 januari 2010          | -                       | -                       |
| 12   | |                             |                                    |                         |                         |                         |
| 13   | "Let It Bleed" | ?                           | ?                                  | 4 januari 2010          | -                       | -                       |
| 13   | |                             |                                    |                         |                         |                         |
| 14   | "Close to You" | ?                           | ?                                  | 11 januari 2010         | -                       | -                       |
| 14   | |                             |                                    |                         |                         |                         |
| 15   | "Pass/Fail" | ?                           | ?                                  | 18 januari 2010         | -                       | -                       |
| 15   | |                             |                                    |                         |                         |                         |
| 16   | "The Art of Deception" | ?                           | ?                                  | 25 januari 2010         | -                       | -                       |
| 16   | |                             |                                    |                         |                         |                         |
| 17   | "The Wall" | ?                           | ?                                  | 1 februari 2010         | -                       | -                       |
| 17   | |                             |                                    |                         |                         |                         |
| 18   | "Brave New World" | ?                           | ?                                  | 8 februari 2010         | -                       | -                       |
| 18   | |                             |                                    |                         |                         |                         |